# 1981 في التلفزيون البريطاني
هذه قائمة بالأحداث المتعلقة التي حدثت بالتلفزيون البريطاني منذ عام 1981.

## الأحداث

### يناير
- 1 يناير - تأسست شركة القناة الرابعة استعدادًا لإطلاق القناة الرابعة.[1]
- 5 يناير -
  - لأول مرة من BBC1 الصابون المثلث،[2] مجموعة سلسلة مرتين أسبوعيا على متن بحر الشمال العبارة، وتصويره على الموقع باستخدام خارج بث الكاميرات.[3] يصف موقع TVARK البرنامج على أنه يتم تذكره بشكل رئيسي على أنه «بعض من أكثر التليفزيونات البريطانية سخرية على الإطلاق» نظرًا لقصصه المبتذلة والحوار المتقن. يتم إبعاده بعد ثلاث سلاسل.[4]
  - The Hitchhiker's Guide to the Galaxy ، النسخة التلفزيونية من الكوميديا الإذاعية لدوغلاس آدامز التي تحمل الاسم نفسه ظهرت لأول مرة على BBC2.[5]
- 20 كانون الثاني (يناير) - بثت قناة BBC2 تغطية حية لتنصيب رونالد ريغان الرئيس الأربعين للولايات المتحدة.[6]

### فبراير
- 10 فبراير - بدأ فيلم الرسوم المتحركة Alan Rogers Pigeon Street على BBC1.[7] استمر المسلسل حتى ديسمبر قبل أن يتكرر على BBC1 و BBC2 خلال الثمانينيات والتسعينيات.

### مارس
- 21 مارس - بعد سبع سنوات غير مسبوقة من بطولة دكتور هو، ظهر توم بيكر أخيرًا باعتباره الطبيب الرابع في الجزء 4 من لوجوبوليس . يظهر بيتر دافيسون لأول مرة باعتباره الطبيب الخامس في ختام تلك القصة.
- 29 مارس - قناة BBC1 تبث أبرز أحداث أول ماراثون لندن تحت خط ألعاب القوى الدولية.[8] تبدأ التغطية الحية للحدث في العام التالي.[9]
- مارس - اشترت TV-am صالة عرض سيارات سابقة في كامدن كمقر لها. تم تجديد المبنى لاحقًا لإنشاء مركز الإفطار التلفزيوني.[10]

### أبريل
- 4 أبريل - فازت المملكة المتحدة بمسابقة الأغنية الأوروبية بأغنية " Making Your Mind Up " التي غناها باكس فيز.
- 30 أبريل - بدأت سلسلة الخيال العلمي البريطانية طويلة الأمد Doctor Who في البث لأول مرة في سريلانكا مع الجزء الأول من المسلسل الأول للموسم السابع Spearhead from Space . Doctor Who سيبث على ITN .

### مايو
- 17 مايو - إطلاق الأحد جراندستاند . يبث خلال أشهر الصيف على بي بي سي تو.[11]

### يونيو
- 2 يونيو - ظهور Razzamatazz لأول مرة على قناة ITV . استمرت السلسلة الموسيقية البريطانية للأطفال لمدة 6 سنوات.

### يوليو
- 27 يوليو - في حدث تم توقيته خصيصًا لكتاب العرض، تزوج كين بارلو من ديردري لانجتون في شارع التتويج ، قبل يومين فقط من حفل زفاف تشارلز ، أمير ويلز والليدي ديانا سبنسر. شاهد حفل زفاف كين وديردري أكثر من 24 مليون مشاهد في بريطانيا.
- 29 يوليو - تزوج تشارلز ، أمير ويلز والسيدة ديانا سبنسر في كاتدرائية القديس بولس. شاهد أكثر من 30.000.000 مشاهد حفل الزفاف على شاشة التلفزيون - ثاني أعلى نسبة مشاهدة تلفزيونية في بريطانيا على الإطلاق.[12]

### أغسطس
- 1 أغسطس - لم يتم نشر إصدار راديو تايمز بعد إصدار تذكار حفل الزفاف الملكي بسبب نزاع في الطباعة.
- 11 أغسطس - استحوذ TSW على Westward Television لكنه استمر في استخدام اسم Westward حتى 1 يناير 1982.
- 27 أغسطس - تم تعيين مويرا ستيوارت، البالغة من العمر 29 عامًا، كأول مذيعة أخبار سوداء في بي بي سي.
- أغسطس - تبيع Southern استديوهاتها إلى TVS لكن Southern South تواصل استخدامها حتى ينتهي امتيازها في نهاية العام.

### سبتمبر
- 5 سبتمبر - تغير لون الكرة الأرضية المرآة BBC1 من الأصفر إلى الأزرق إلى الأخضر على الأزرق.
- 7 سبتمبر -
  - تم إطلاق News After Noon كبرنامج إخباري في وقت الغداء مدته 30 دقيقة، ليحل محل برنامج Midday News الأقصر بكثير.[13]
  - تُبث قناة BBC1 مقتبسة من جزأين لرواية ستيفن كينغ "لوط سالم" مع عرض الجزء الثاني في 9 سبتمبر.
- 8 سبتمبر - تبث قناة BBC One الحلقة الأولى من المسلسل الكوميدي الشهير Only Fools and Horses من بطولة ديفيد جيسون ونيكولاس ليندهورست.[14]
- 18 سبتمبر - الظهور الأول لمسلسل تلفزيوني للأطفال حول ساعي بريد ريفي مع قطة سوداء وبيضاء كتبه وخلقه جون كونليف وقام بصوت ورواية كين باري، ساعي البريد بات على بي بي سي وان قدمت الحلقة 8 نظرة أكثر واقعية لشعارات Royal Mail و Post Office Ltd والمزيد من القصص المصورة التي تم إنتاجها بعد بث 13 حلقة متكررة على BBC1 و BBC2 مما جعل البرنامج (Postman Pat) أكثر شعبية مما كان متوقعًا عادةً (بدءًا من عيد الميلاد 1981 على طول مع شارع بيجون).
- 28 سبتمبر - بثت قناة Thames Television الحلقة الأولى من سلسلة الرسوم المتحركة للأطفال Cosgrove Hall Films ، Danger Mouse ، مع الشخصية الرئيسية التي عبر عنها David Jason ، في وقت لاحق من ذلك اليوم، بثت ATV الحلقة الأولى من برنامج الألعاب Bullseye .

### أكتوبر
- - 3 أكتوبر TVTimes وتصنف ك مجلة TVTimes، المنطلق لتغيير الاسم كونه كان يحتوي على أكثر من مجرد قوائم التلفزيون.
- 8 أكتوبر - بثت قناة ITV العرض التلفزيوني البريطاني الأول لفيلم " Jaws" للمخرج ستيفن سبيلبرغ عام 1975 والذي شاهده ما يقدر بنحو 23 مليون مشاهد، مما يجعله الفيلم الأكثر مشاهدة لهذا العام.
- 12 أكتوبر - بدأ فيلم Brideshead Revisited ، وهو اقتباس تلفزيوني لرواية Evelyn Waugh التي تحمل الاسم نفسه، على قناة ITV .
- 18 أكتوبر - BBC1 تبث الموسم الخامس من المسلسل الدرامي الأمريكي دالاس .
- 23 تشرين الأول (أكتوبر) - تُنقل اليوم آخر مجموعة من برامج الجامعة المفتوحة على الإطلاق. من موسم 1982، يتم بث برنامج واحد فقط للجامعة المفتوحة، في الساعة 5.10 مساءً قبل بدء البرامج المسائية لـ BBC2 .
- أكتوبر - أصبحت قناة Scottish Television أول محطة ITV تشغل خدمة Oracle Teletext الإقليمية، والتي تحتوي على أكثر من 60 صفحة من الأخبار والرياضة والمعلومات المحلية.[15]

### نوفمبر
- 2 تشرين الثاني (نوفمبر) - زاد سعر ترخيص التلفزيون من 34 جنيهًا إسترلينيًا إلى 46 جنيهًا إسترلينيًا للتلفزيون الملون، ومن 12 جنيهًا إسترلينيًا إلى 15 جنيهًا إسترلينيًا للأبيض والأسود.
- 12 نوفمبر - غادر نويل جوردون، الحائز على جائزة TVTimes لأفضل ممثلة ثماني مرات، كروسرودز بعد أن لعب دور ميج ريتشاردسون منذ أن بدأ المسلسل في عام 1964. تم طردها من البرنامج.

### ديسمبر
- كانون الأول (ديسمبر) - بدأت إذاعات BBC1 والجامعة المفتوحة التابعة لـ BBC في استخدام الساعات التي يتم إنشاؤها بواسطة الكمبيوتر.
- 31 ديسمبر - اليوم الأخير على الهواء لمحطات ITV الإقليمية ATV ، الجنوبية والغربية.

## لأول مرة

### بي بي سي الأولى
- 4 يناير - العائلة السويسرية روبنسون: فلون من الجزيرة الغامضة (1981)
- 5 يناير - المثلث (1981-1983)
- 6 يناير - Seconds Out (1981–1982)
- 10 يناير - مربية (1981-1983)
- 11 يناير - منفرد (1981-1982)
- 15 يناير - لعبة الغدر (1981)
- 23 يناير - جدران أريحا (1981)
- 29 يناير - شركاء (1981)
- 1 فبراير - العقل والعاطفة (1981)
- 10 فبراير - بيجون ستريت (1981)
- 11 فبراير - كسر الشمس (1981)
- 20 فبراير - Finders Keepers (1981–1985)
- 4 مارس - حياة وأوقات ديفيد لويد جورج (1981)
- 12 مارس - آسف! (1981–1982 ، 1985–1988)
- 25 مارس - The Bagthorpe Saga (1981)
- 2 أبريل - جاسوس في المساء (1981)
- 30 أبريل المخبر الصيني (1981-1982)
- 1 مايو - الرجل الكابوس (1981)
- 1 يوليو -
  - الطريقة الأولمبية (1981)
  - ثلاثة من نفس النوع (1981-1983)
- 10 يوليو - فرصة للجلوس (1981)
- 7 أغسطس - الميدالية الوردية (1981)
- 7 سبتمبر -
  - الدية (1981)
  - أخبار بعد الظهر (1981-1986)
- 8 سبتمبر - الحمقى والخيول فقط (1981-1983 ، 1985-1993، 1996، 2001-2003، 2014)
- 10 سبتمبر - يوم Triffids (1981)
- 18 سبتمبر - Postman Pat (1981-1982 ، 1991-1992، 1994-1995، 1996-1997، 2004-2008)
- 24 سبتمبر - فاني بواسطة جاسلايت (1981)
- 4 أكتوبر - توقعات عظيمة (1981)
- 18 تشرين الأول (أكتوبر) - برجراك (1981-1991)
- 22 تشرين الأول (أكتوبر) - تينكو (1981 ، 1984-1985)
- 11 نوفمبر - ويلفريد وإيلين (1981)
- 13 نوفمبر - كيسلر (1981)
- 8 ديسمبر - الاسم كود إيكاروس (1981)
- 24 ديسمبر - العرض التلفزيوني كيني إيفريت (1981-1988)

### بي بي سي الثانية
- 4 يناير - رجل التاريخ (1981)
- 5 يناير - دليل هتشكوك للمجرة (1981)
- 8 يناير - العالم الصغير لدون كاميلو (1981)
- 14 يناير - الأبناء والعشاق (1981)
- 17 فبراير - ماجي (1981-1982)
- 6 مايو - الجندي شولز (1981)
- 9 مايو - مايبيري (1981-1983)
- 17 مايو - الأحد جراند ستاند (1981-2007)
- 5 أبريل - الخبز أو الدم (1981)
- 21 سبتمبر - ركلة الثمانينيات (1981-1984)
- 24 سبتمبر - لم يعد روجر يعيش هنا بعد الآن (1981)
- 29 سبتمبر - Timewatch (1981 حتى الوقت الحاضر)
- 1 أكتوبر - نهاية العالم (1981)
- 2 أكتوبر - سجناء الرأي (1981)
- 14 أكتوبر - بورجياس (1981)
- 3 نوفمبر - الأغنية الأخيرة (1981-1983)

### آي تي في
- 1 يناير - وود وولترز (1981-1982)
- 3 كانون الثاني (يناير) - Punchlines (1981–1984)
- 4 كانون الثاني (يناير) - الحواجز (1981-1982)
- 6 يناير - دار الأوبرا باليسكيلين (1981)
- 9 يناير - The Gaffer (1981-1983)
- 13 يناير - ولكوت (1981)
- 18 يناير - ليلة الأحد المثيرة (1981)
- 20 يناير - غلاف (1981)
- 21 يناير - أبطال هونكي تونك (1981)
- 23 يناير - الفرصة الثانية (1981)
- 10 فبراير - بوغنور (1981-1982)
- 16 فبراير - West End Tales (1981)
- 19 فبراير - السيد تانر الرائع (1981)
- 22 فبراير - بنات الأطباء (1981)
- 6 مارس - بيت أبي (1981)
- 31 مارس - مسرحيات من أجل المتعة (1981)
- 1 أبريل - أصداء لويزا (1981)
- 5 أبريل - المهرب (1981)
- 9 أبريل - انهض وانطلق! (1981-1983)
- 23 أبريل - رجل مضحك (1981)
- 27 أبريل - شينتز (1981)
- 28 أبريل - أثخن من الماء (1981)
- 13 مايو - في المتاهة (1981-1982)
- 22 مايو - حتى الموت... (1981)
- 2 يونيو - رازاماتاز (1981-1987)
- 3 يونيو - هل حصلت عليك. . . اين تريدني؟ (1981)
- 5 يونيو - ميسفيتس (1981)
- 12 يونيو - تضيع! (1981)
- 15 يونيو - آسف أنا غريب هنا (1981-1982)
- 22 يونيو - سكارف جاك (1981)
- 4 يوليو - البيت على التل (1981)
- 24 يوليو - أن بيريل مارستون...! (1981)
- 24 أغسطس - عضو تشيلسي (1981)
- 29 أغسطس - ابق معي حتى الصباح (1981)
- 1 سبتمبر -
  - أشجار اللهب في ثيكا (1981)
  - فرانكي هوورد يضرب مرة أخرى (1981)
- 2 سبتمبر - عرض بول سكوير (1981)
- 4 سبتمبر - كينفيج (1981)
- 5 سبتمبر - خذ رسالة، السيد جونز (1981)
- 6 سبتمبر - ونستون تشرشل: سنوات الحياة البرية (1981)
- 7 سبتمبر - نيفر ذا توين (1981-1991)
- 9 سبتمبر الماس (1981)
- 11 سبتمبر - الجذور (1981)
- 24 سبتمبر - تف عكا (1981)
- 26 سبتمبر - لعبة من أجل الضحك (1981-1985)
- 28 سبتمبر -
  - بولسي (1981-1995 ، 2006)
  - فأر الخطر (1981-1992 ، 2015 إلى الوقت الحاضر)
  - ستيج أوف ذا دامب (1981)
- 29 سبتمبر -
  - رود، جين وفريدي (1981-1991)
  - نائب فيرسا (1981)
- 12 أكتوبر - إعادة النظر في Brideshead (1981)
- 13 أكتوبر - الخروج (1981)
- 23 أكتوبر - هذا هو ابني (1981-1986)
- 26 أكتوبر - رواد الفضاء (1981-1983)
- 27 أكتوبر - يأخذ رجلاً قلقًا (1981-1983)
- 1 نوفمبر -
  - عزيزي العدو (1981)
  - رومانسية جميلة (1981–1984)
- 2 نوفمبر -
  - مرملاد أتكينز (1981-1984)
  - صندوق المسرح (1981)
- 8 ديسمبر - فري تايم (1981-1985)
- 13 ديسمبر - مسرح المشاهير (1981)

## برامج تلفزيونية

### العودة ذاك العام بعد انقطاع لمدة عام أو أكثر
- 1 مارس - مفتوح كل الساعات (BBC2 1976، BBC1 1981–1982 ، 1985، 2013 حتى الآن)
- 9 أبريل - هل يتم تقديم الخدمة لك؟ (BBC1 1972، 1973-1979 ، 1981، 1983، 1985)

## البرامج التلفزيونية المستمرة

### عشرينيات القرن الماضي
- بي بي سي ويمبلدون (1927-1939، 1946-2019، 2021 حتى الآن)

### الثلاثينيات
- سباق القوارب (1938-1939، 1946-2019)
- بي بي سي للكريكيت (1939، 1946-1999، 2020-2024)

### الأربعينيات
- تعال للرقص (1949-1998)

### الخمسينيات
- الأيام الخوالي (1953-1983)
- بانوراما (1953 حتى الآن)
- ممتاز جدا (1955-1984، 2020 إلى الوقت الحاضر)
- ماذا تقول الأوراق (1956-2008)
- السماء في الليل (1957 إلى الوقت الحاضر)
- بلو بيتر (1958 إلى الوقت الحاضر)
- المدرج (1958-2007)

### الستينيات
- شارع التتويج (1960 إلى الوقت الحاضر)
- أغاني التسبيح (1961 - حتى الآن)
- سحر الحيوان (1962-1983)
- دكتور هو (1963-1989، 1996، 2005 حتى الآن)
- العالم في العمل (1963-1998)
- توب أوف ذا بوبس (1964-2006)
- مباراة اليوم (1964 حتى الآن)
- مفترق طرق (1964-1988، 2001-2003)
- مدرسة اللعب (1964-1988)
- السيد والسيدة (1964-1999، 2008-2010، 2012 حتى الآن)
- عالم الرياضة (1965-1985)
- Jackanory (1965-1996، 2006 حتى الآن)
- سبورتس نايت (1965-1997)
- اتصل بي بلاف (1965-2005)
- إنها ضربة قاضية (1966-1982، 1999-2001)
- برنامج المال (1966 حتى الآن)
- مسرح ITV (1967-1982)
- المباراة الكبيرة (1968-2002)
- على الصعيد الوطني (1969-1983)
- اختبار الشاشة (1969-1984)

### السبعينيات
- الأشياء الجيدة (1970-1982)
- اختبار صافرة غراي القديمة (1971-1987)
- The Two Ronnies (1971–1987، 1991، 1996، 2005)
- كلابيربورد (1972-1982)
- محكمة التاج (1972-1984)
- طاحونة بيبل آت ون (1972-1986)
- قوس قزح (1972-1992، 1994-1997)
- إميرديل (1972 حتى الآن)
- نيوزراوند (1972 حتى الآن)
- عطلة نهاية الأسبوع العالمية (1972-1988)
- نحن الأبطال (1973-1987)
- آخر نبيذ الصيف (1973-2010)
- هكذا الحياة! (1973-1994)
- تيسواس (1974–1982)
- أتمنى لو كنت هنا...؟ (1974-2003)
- أرينا (1975 إلى الوقت الحاضر)
- جيم سوف يصلحه (1975-1994)
- متجر مقايضة متعدد الألوان (1976–1982)
- رينتاغوست (1976–1984)
- رجل واحد وكلبه (1976 إلى الوقت الحاضر)
- الأقوياء ب! (1977-1982)
- المحترفون (1977-1983)
- الغرباء (1978-1982)
- الفراشات (1978-1983، 2000)
- 3-2-1 (1978-1988)
- جرانج هيل (1978-2008)
- ديك توربين (1979-1982)
- ليلة الجمعة، السبت صباحا (1979-1982)
- ليست أخبار Nine O'Clock (1979-1982)
- فقط عندما أضحك (1979-1982)
- الياقوت والصلب (1979-1982)
- تيري ويون (1979-1987)
- برج الكتاب (1979-1989)
- البيت الصاخب (1979-1988)
- بلانكتي بلانك (1979-1990، 1997-2002)
- عرض بول دانيلز السحري (1979-1994)
- عرض التحف (1979 إلى الوقت الحاضر)
- وقت السؤال (1979 إلى الوقت الحاضر)

### 1980s
- في المتاهة (1980-1982)
- اللمسة اللطيفة (1980-1984)
- جولييت برافو (1980-1985)
- كوكلشيل باي (1980-1986)
- الأطفال المحتاجون (1980 إلى الوقت الحاضر)
- ساعي البريد بات (1981-2008)

## إنتهت في عام 1981
- 1 مارس - عذاب (1979-1981)
- 15 مارس - عرض الدمى المتحركة (1976–1981)
- 31 مارس - عش روبن (1977-1981)
- 21 أبريل - عندما وصل القارب (1976–1981)
- 29 أبريل - حياة وأوقات ديفيد لويد جورج (1981)
- 1 أغسطس - أنت فقط شاب مرتين (1977-1981)
- 3 سبتمبر - ليس نصف حار أمي (1974-1981)
- 10 أكتوبر - خذ رسالة، السيد جونز (1981)
- 31 أكتوبر - ميلتون المجهري (1975-1981)
- 29 نوفمبر - To the Manor Born (1979-1981 ، 2007)
- 11 ديسمبر - بوستمان بات (1981 ، 1991، 1994، 1996، 2004-2008)
- 12 ديسمبر - ورزل جوميدج (1979-1981)
- 17 ديسمبر - بيجون ستريت (1981)
- 21 ديسمبر - بليك 7 (1978-1981)
- 29 ديسمبر - بيبكنز (1973-1981)
- 30 ديسمبر - العائلة السويسرية روبنسون: فلون من الجزيرة الغامضة (1981)

## المواليد
- 19 يناير - ثيلا زوتشي، مغنية وممثلة
- 31 يناير - جيما كولينز، شخصية تلفزيونية
- 8 فبراير - هيلين بيرسون، صحفية ومقدمة برامج
- 10 فبراير
  - ماكس براون، ممثل
  - هولي ويلوبي، مقدمة برامج تلفزيونية
- 1 أبريل - هانا سبيرريت، ممثلة ومغنية (S Club 7)
- 5 يونيو - جايد قودي، متسابق في برامج الواقع وشخصية إعلامية (توفي عام 2009)
- 25 يونيو - شيريدان سميث، ممثلة
- 2 يوليو - أنجيلا هازلدين، ممثلة وموسيقية
- 12 يوليو - ريبيكا هانتر، الممثلة والمغنية
- 3 سبتمبر - فيرن كوتون، مقدمة برامج إذاعية وتلفزيونية
- 5 سبتمبر - إليز دو تويت، ممثلة
- 21 سبتمبر - جاك رايدر، ممثل
- 25 سبتمبر - سارة جين دن، ممثلة
- 29 سبتمبر - سوزان شو، ممثلة ومغنية (Hear'Say)
- 10 أكتوبر - لورا توبين، اختصاصية بث الأرصاد الجوية
- 19 ديسمبر - سام بلوم، ممثل ومغني

## حالات الوفاة
| تاريخ     | اسم        | عمر | مصداقية سينمائية       |
| --------- | ---------- | --- | ---------------------- |
| 15 أبريل  | بليك بتلر  | 56  | الممثل                 |
| 24 مايو   | جاك وارنر  | 85  | الممثل                 |
| 27 أكتوبر | فال جيلجود | 81  | رائد مخرج البث الدرامي |
| 3 ديسمبر  | جوي ديكون  | 61  | مؤلف وشخصية تلفزيونية  |